# Muscelele Argeșului

## Subcarpații Argeșului

### Limitele Subcarpaților Argeșului
Situați între munți la nord  și dealuri piemontane joase la sud, Subcarpații Argeșului reprezintă interfața acestor două unități de relief cu trăsături asemănătoare celor două formațiuni în special în zonele de contact. Contrastul cu regiunile învecinate este dat totuși de particularitățile morfo-pedo-litologice întâlnite numai în Subcarpați.
	În nord, limita cu zona cristalină a masivelor Ghițu și Albina se află la baza acestora, mai precis pe glacisul care acoperă nordul Depresiunii Arefului. În continuare spre est, după ce trece peste Vâlsan, limita subcarpatică este discutabilă deoarece unii autori o plasează la sud de depresiunea Bahna Rusului, pe Râul Doamnei, și la sud de Muscelele Plăticăi, excluzând aceste zone din domeniul subcarpatic. Peisajul unitar subcarpatic, geneza și alcătuirea geologică a depresiunii și muscelelor sunt elemente care argumenteză apartenența celor două unități la Subcarpații Argeșului și de aceea limita din această porțiune va avea o inflexiune spre nord începând din valea Vâlsanului pe sub poalele munților Strunga, Clăbucet și Plăișor, prin curmătura Bahnei pe sub muntele Șețu și Năpârteanu iar de aici limita coboară ușor spre sud, pe Râușor, ca apoi să urce din nou, pe nivelul cel mai înalt al limitei nordice, șaua Duvalmului (1200m), unde zona montană se continuă în zona subcarpatică. Alcătuirea geologică din conglomerate burdigalian-helvețiene, cutate, ale Muscelelor Râușorului, reprezintă factorul determinant în separarea acestora de masivul cristalin al Iezerului, reprezentat de prelungirea sa sud-vestică- Muntele Jupâneasa. Din Muchea Duvalmului limita coboară la nordul depresiunii Cândești, pe Râul Bratia, continuându-se spre est pe la poalele Iezerului, limita subcarpatică de aici reprezentând și limita nordică a Depresiunii Câmpulung, până la Lerești. Debușarea Râului Târgului în Depresiunea Câmpulung se face printr-un culoar de vale, lărgit, pe care ai tendința să-l asimilezi Subcarpaților, dar acest golf a rezultat din eroziunea laterală sau de adâncime exercitate de râul menționat precum și de  depunerea materialelor transportate din zona montană limitrofă. Deci, de la Albești de sub dealurile Piscul Lat și Poiana Fetelor limita urmărește ca și în partea sa vestică glacisul de la poalele cristalinului trecînd peste râul Bughea, pe la nordul satului cu același nume, ocolind  dealul Măgura iar în dreptul Voineștilor trece peste Râul Târgului și tot pe sub deal până la Nămăești sub Coasta Schitului. Din valea Argeșelului se continuă spre est ultima porțiune a limitei nordice, trasată în general pe criteriul geologic, ce urmărește glacisul Mateiașului până la izvoarele văii Stoenești de unde se abate spre sud-est pe sub klippa calcaroasă Piatra.
Dacă limita estică  va urmări linia de culme a Dealului Vâlnei-Groapa Oii, vom avea doar o separare a două bazine hidrografice iar dacă aceasta va fi trasată pe valea Argeșelului vom exclude Culmea Vâlnei-Groapa Oii din Subcarpații Argeșului. De aceea Valea Dâmboviței de la confluența  acesteia cu valea Stoenești și până la Oncești este cea mai justificată limită deoarece include și versantul estic al culmii Cireșu-Vâlnău-Groapa Oii, culme cu peisaj tipic subcarpatic și zona din nordul Dealului Perilor (cuestă formată din depozite levantine prin care începe Platforma Piemontană Cândești).
Limita sudică separă două unități deluroase asemănătoare în zona de contact dar cu evoluție și peisaj diferite. Deci, această limită nu este destul de tranșantă pentru a putea fi observată ușor în teren dar elementele care fac deosebirea sunt de natură:   
- geologică, deoarece limita urmărește contactul litologic dintre Pietrișurile de Cândești de vârstă Cuaternar inferior (Levantin) și formațiunile subcarpatice daciene și paleogene (eocen) constituite din gresii șistoase, microconglomerate, marne, argile cu cărbuni etc.;
- pedologică, pentru că această limită corespunde cu limita sudică a faeoziomurilor clinohidromorfe și cea nordică a luvosolurilor albice stagnice caracteristice platourilor piemontane;
- geomorfologică prin frontul de cuestă care marchează această limită dintre Subcarpații Argeșului și  piemonturile Cândești și Gruiurile Argeșului.
Sinuozitatea acestei limite se datorează prelungirii ei spre sud pe toate culoarele de vale și retragerii spre nord pe sub frunțile de cueste. De la nord de localitatea Oncești, din Valea Dâmboviței, spre vest, limita merge pe sub fruntea de cuestă a Dealului Perilor, coboară în valea Argeșelului, la sud de Lucieni, de unde urcă din nou sub o altă cuestă prelungă, pe sub Râpa Roșie, până la confluența Râului Târgului cu Bughea de la Lăzărești. Între Râul Târgului și Bratia limita ocolește  dealul Prislop pe la nord de acesta iar între Bratia și Râul Doamnei de asemenea se abate spre nord pe sub Dealul Păcurarului. Spre vest situația se repetă în sensul că limita urmează baza frunții de cuestă a Dealului Goila dintre Râul Doamnei și Vâlsan și de aici pe sub fruntea prelungă de sub Dealul Boerului și Râpa cu Brazi ajunge în Valea Argeșului.
Dacă în partea de est limita a urmărit un culoar de vale pentru a cuprinde și versantul estic al culmii Vâlnei-Groapa Oii, în partea vestică vom trasa limita pe cumpăna de ape dintre bazinele Argeș și Topolog pentru a nu împărți în două Depresiunea Arefului de asemenea emblematică pentru Subcarpații Argeșului. Deci din Valea Argeșului spre vest limita urcă pe sub cuesta cea mai sudică până în cumpăna de ape.
Limita vestică umărește linia celor mai înalte puncte ale unei culmi puternic fragmentată de eroziunea torențială, trecând prin satul Blaju, dealul Lupoaiei (658 m), dealul Hoților și dealul Tamaș (1104 m) care dă și numele acestei culmi. La nord de Culmea Tamașului se face trecerea între Depresiune Arefului și Depresiunea Sălătrucului  printr-o culme mai joasă și cu numeroase șei create prin împingerea izvoarelor cât mai aproape de cumpănă. La nord-vest de Dealul Priporul (934 m) limita nordică și cea vestică a Subcarpaților Argeșului se intersectează.                 

### Particularități geologice
Structura geologică a Subcarpaților Argeșului pare complicată la prima vedere dar printr-o observare atentă a hărților geologice și printr-o documenatre bibliografică susținută precum și prin anumite observații în teren se pot descifra cauzele care au dus atât  la  alcătuirea petrografică sau la dispunerea generală a reliefului cât și la formarea principalelor materiale parentale ale solurilor. Astfel sunt ușor de observat variațiunile transgresiunilor și regresiunilor marine prin care au fost sedimentate pe rând depozitele caracteristice fiecărei perioade. 
Dezvoltate la sud de creasta cristalină Cozia-Frunți-Ghițu, dealurile subcarpatice argeșene s-au format în Depresiunea premontană Getică, apărută în timpul mișcărilor laramice, ca urmare a ridicării sistemului montan de la nord. Depresiunea Getică a funcționat ca avanfosă și se întinde între orogenul carpatic și până în sud la Platforma Valahă (partea nordică a Platformei Moesice), de care o separă falia pericarpatică.
Deși ocupă suprafețe foarte mici și acestea la contactul cu zona cristalină, cele mai vechi formațiuni geologice ale Subcarpaților Argeșului par a fi conglomeratele cretacice (Conglomerate de Bucegi) care apar la Nămăești pe dreapta Argeșelului și pe dreapta Văii Dâmboviței la Stoenești (Colții Doamnei), ele fiind alcătuite din pietrișuri rotunjite de cuarț, granit, șisturi cristaline, calcar și marne, cimentate de un material nisipos-calcaros puțin cloritos. Tot Cretacicului Superior îi aparțin și depozitele senoniene constituite din gresii marnoase care formează zona centrală înaltă a Culmii Vâlnei-Groapa Oii și mai apare insular între localitățile Albești și Cândești.
Din Paleogen și până la sfârșitul Pliocenului, Depresiunea Getică a funcționat ca bazin de sedimentare în care au fost acumulate depozite de molasă dar și evaporite, calcare sau cărbuni. Eocenul reprezintă perioada în care transgresiunea accentuată  a dus la acoperirea marginilor de cristalin cu conglomerate, depuse în regim fluvio-torențial de tip piemontan. Acesta este dispus de la vest la est din Valea Argeșului și până în Valea Vâlsanului trecând ușor și pe partea stângă a acesteia iar la sud limita Eocenului trece de la Căpățâneni-Pământeni la Poenari de unde urcă spre nord și de aici se continuă spre sud-est până la Brădet. Depozitele eocene au  grosimi mari și sunt alcătuite dintr-un orizont conglomeratic în bază cu roci cristaline, calcare și gresii, materiale ce provin din zona cristalino-mezozoică în curs de ridicare și un orizont superior, marnos, care are la partea superioară un pachet de depozite grezoase, gălbui, intercalate de marne, cu dezvoltare locală denumit „Gresia de Corbi”. Acest complex este atribuit Oligocenului, când, apele lagunei Getice s-au retras ușor spre sud și în ele au fost remaniate și sedimentate depozitele eocene. Astfel,  în această regiune vom găsi Oligocenul la sud de fâșia eocenă, de-a lungul Râului Doamnei, din depresiunea Bahna Rusului până la Corbșori, în valea Argeșelului de la Nămăești până la Boteni și din culmea Mățăului până în Culmea Vâlnei-Groapa Oii. Oligocenul este reprezentat prin faciesul marno-disodilic și faciesul lagunar. Pe interfluviile dintre Topolog-Argeș și Argeș-Vâlsan, oligocenul este reprezentat doar de orizontul marnos dar  de la Sboghițești la Bahna Rusului și Nucșoara, pe Râul Doamnei, la partea superioară a orizontului marnos apar gresiile gipsifere.Faciesul disodilic este alcătuit din șisturi marno-argiloase, bituminoase, care au la partea superioară plăci foioase, marnoase, de culoare vineție ce aflorează la Suslănești, pe versantul stâng al Argeșelului și conțin o bogată faună cu resturi  de pești, fosile de păsări, insecte și resturi de plante. Gresiile gipsifere, gipsurile amorfe sau serpentiniforme și marnele nisipoase de la partea superioară a Oligocenului de la Nucșoara-Corbșori-Stănești-Galeșu-Corbi-Bucșenești reprezintă faciesul lagunar prin care se încheie sedimentarea Paleogenului.
Cel de-al doilea ciclu de sedimentare din Depresiunea Getică începe odată cu Neogenul  printr-o importantă transgresiune datorită căreia se vor acumula noi depozite de facies lagunar sau litoral. Depozitele burdigalian-helvețiene (Miocen inferior-mediu) sunt tipic piemontane și ocupă cele mai mari suprafețe din această regiune, apărând la zi din Valea Argeșului și până în Culmea Mățăului. Ele sunt reprezentate de conglomerate constituite din șisturi cristaline, calcare și gresii prinse într-o matrice marno-nisipoasă de culoare roșietică sau verzuie. Deoarece din aceste conglomerate sunt clădite principalele masive subcarpatice argeșene: Chicera, Toaca, Muncelele Râușorului iar în cuesta Mățăului, stiva de pietrișuri cimentate este reprezentativă, au fost denumite ’’conglomerate de Mățău’’. Cel de-al doilea ciclu de sedimentare se încheie în Sarmațianul inferior cu o alternață de gresii calcaroase și marne ce sunt probabil acoperite de sedimentele pliocene deoarece ele nu au fost identificate în muscelele argeșene.
Ultima fază de sedimentare în Depresiunea Getică este precedată de mișcările moldavice care cutează și depozitele acesteia  conferindu-i  caracter de unitate tectonică alpină. Din Sarmațianul mediu până în Pliocenul târziu depozitele marnoase, nisipoase și grezoase au acoperit atât formațiunile cutate ale depresiuni cât și formațiunile Platformei Valahe, apărând la zi în toată partea sudică a Subcarpaților Argeșului. Printre depozitele de apă dulce ale Pliocenului apar și stratele de cărbuni pe o direcție est-vest de la Boteni - Jugur - Berevoești - Mușătești - Curtea-de-Argeș. Dispuse de asemenea monoclinal, stratele pliocene se diferențiază de cele miocene prin componența petrografică deoarece în primele predomină depozite fine nisipoase și marnoase (dacice) iar în cel de-al doilea conglomeratele și pietrișurile. Meoțianul apare numai pe interfluviul Topolog – Argeș cu caracter ingresiv ce îmbracă un facies de margine mai grosier, și are depozite alcătuite din gresii calcaroase, marne, marne bituminoase și marne nisipoase. Ponțianul are și el un caracter ingresiv, mai accentuat în partea estică unde a invadat centrul golfului de la Câmpulung, s-a dezvoltat ca o bandă continuă între văile Topolog și Bughea, pe linia localităților Blaj – Valea Danului - Valea Iașului – Domnești – Godeni cu lărgimea maximă de 4 km la Valea Danului și îngustându-se la 1 km la Godeni. Depozitele ponțiene sunt predominant marnoase și aflorează pe aliniamentul descris anterior, acestea  continuându-se cu Dacianul, ce are o dezvoltare completă tot în golful Câmpulungului unde este reprezentat prin nisipuri și strate de cărbuni. Dacianul ocupă toată partea sudică, de la Dâmbovița la Topolog, a Subcarpaților Argeșului fiind cunoscut prin alternanța de marne, argile și nisipuri fosilifere cu puncte importante la Tigveni, Curtea-de-Argeș, Valea Faurului, Poienari, Jugur și Ungureni. Extremitatea sudică a acestei regiuni este ocupată de Romanian, când se termină sedimentarea din zona subcarpatică și lacul pliocen este umplut cu nisipuri gălbui, argile și marne în care se găsesc strate subțiri de lignit. Zona  Romanianului (levantinului) este afectată de cutări și include o parte din ’’pietrișurile de Cândești’’ alcătuite din șisturi cloritice, cuarțite, gresii cuarțitice, gnaise și micașisturi, ce apar pe platoul Grui de la Câmpulung, pe versantul nordic al masivului Ciocanu și pe văile Foii și Rudarilor. Deci, spre sfârșitul Romanianului s-a instalat regimul fluvio-lacustru, în care predominau nisipurile și pietrișurile care fac trecerea spre Pleistocenul inferior iar Carpații și Subcarpații au fost ulterior (la începutul Cuaternarului)  ridicați de mișcările valahe. Exondarea zonei subcarpatice va face ca eroziunea puternică să transporte materialele grosiere la baza acesteia în lacul pliocen, materiale din care se vor contura platformele piemontane Cotmeana, Cândești și Gruiurile Argeșului.
Deși perioada Cuaternară (1,7Ma) este caracterizată de oscilațiile fazelor glaciare și interglaciare, ghețarii au modelat numai zona montană din nord iar în zona subcarpatică a funcționat un sistem de modelare periglaciar  care are ca depozit reprezentativ luturile-argilose (depozitele loessoide) de pe platoul Gruiu de la Câmpulung. În Cuaternar datorită coborârii nivelului de bază, râurile s-au adâncit epigenetic și s-au format terasele și luncile acestora ce sunt acoperite de prundișuri, alcătuite din roci cristaline, marne și nisipuri. Prin  mișcările de ridicare de la începutul Cuaternarului s-a distrus cuvertura piemontană submontană și au fost dezgropate epigenetic structurile precarpatice însă pietrișurile de Cândești s-au păstrat în Depresiunea Câmpulung. Tot în această perioadă modelarea versanților prin deplasarea materialelor pe pantă  este specifică arealului cuprins între Suslănești și Câmpulung.

### Caractere morfometrice și morfografice
1.	Hipsometria
Relieful analizat este cuprins între 420m altitudine minimă în lunca Argeșului, pe teritoriul municipiul Curtea-de-Argeș și 1250m altitudine maximă în șaua Duvalmului la contactul cu Masivul Iezer. Înălțimile cele mai mari din Subcarpații Argeșului sunt situate în zona dealurilor subcarpatice interne unde s-au păstrat la altitudine mai ridicată, ca niște martori de eroziune vârful Chicera (Masa de Piatră) 1227m; Culmea Bahna 1122m, Dealul Tămaș 1104m, Piscul Stânei (Muchea Pleșilor) 1143m; Vârful Mățău 1020m și Groapa Oii 950m.
Repartiția principalelor trepte hipsometrice evidențiază preponderența treptei cuprinse între 600m și 800m care deține aproximativ jumătate din suprafața Subcarpaților Argeșului și se dezvoltă mai ales în depresiunile submontane și mai puțin pe culoarele de vale sau în dealurile externe. Următoarea treaptă ca preponderență (cca. 40%) este cea cuprinsă între 400m și 600m  adică tot sudul regiunii plus culoarele de vale. Suprafețele de peste 1000m apar insular și au fost enumerate mai sus iar cele cuprinse între 800m și 1000m ocupă suprafețe sub 15% din suprafața totală, fiind zonele de culme din nordul Subcarpaților Argeșului.
Altitudinile cele mai coborâte sunt întâlnite la ieșirea râurilor din zona subcarpatică 450m pe Dâmbovița, 450m pe Bratia, 423m la Pietroșani pe  Râu Doamnei, 425m pe Vâlsan etc.   
2.	Densitatea fragmentării
Raportul dintre suma lungimilor văilor și aria teritoriului pe care îl drenează reprezintă densitatea fragmentării a acestui teritoriu și este exprimat de obicei în km/kmp. Metoda prin care s-a calculat acest indicator este cea a caroiajului de un kilometru pătrat la care s-a raportat lungimea văilor din acest caroiaj.
Valorile de peste 2km/kmp se grupează în apropierea cursurilor mari de râuri ceea ce denotă o activitate torențială dezvoltată. Valorile densității fragmentării cuprinse între 1-2km/kmp ocupă peste jumătate din suprafața totală a Subcarpaților Argeșeni și sunt grupate în zonele înalte și în depresiunile interne. Arealele cu altitudini maxime sunt caracterizate, cum era și firesc de valorile cele mai scăzute ale densității fragmentării, cu valori sub1km/kmp și chiar sub 0,5km/kmp.
Media ponderată a densității fragmentării pentru întreaga suprafață este de 1,5km/kmp.
3.	Energia de relief
Adâncimea maximă a fragmentării reliefului reprezintă diferența dintre altitudinea maximă și cea minimă de pe teritoriul respectiv. Pentru Subcarpații Argeșului, această valoare atinge 830m rezultată din diferența dintre altitudinea din Șaua Duvalmului (1250m) și lunca râului Argeș la ieșirea din Curtea-de-Argeș.
Adâncimea relativă a fragmentării reliefului sau energia de relief rezultă din diferența de altitudine dintre fundul văilor și cumpenele lor de ape, respectiv din diferența de nivel dintre profilul longitudinal al văilor și cel al interfluviilor limitrofe. Situația pentru această zonă subcarpatică este următoarea: energie mare de relief 400-500m pentru culmile cele mai înalte ca Mățăul, Chicera, Tămaș, Muncelele Râușorului,  Groapa Oii și energie mică de relief pentru partea de sud a regiunii, sub 50m față de baza de eroziune.  
4.	Geodeclivitatea
Panta sau înclinarea terenului reprezintă indicatorul esențial în caracterizarea reliefului dar și în formarea și evoluția solurilor, deoarece de pantă depinde eroziunea torențială, deplasările de mase pe versanți, scurgerea apei de suprafață și modul de utilizare al terenurilor.
	Suprafețele orizontale sau cvasiorizontale cu pante cuprinse între 0-5% întâlnite doar în luncile râurilor, pe terasele acestora și mai puțin pe culmi, au o pondere mică (sub 20%) dar sunt terenurile cele mai favorabile construcțiilor și a folosirii lor ca terenuri arabile. Mărimea unitară a acestor suprafețe este concentrată pe fundul depresiunilor subcarpatice și în partea sudică  a regiunii acolo unde se lărgesc luncile.
	Pante cu valori cuprinse între 10% și 20% caracterizează suprafețele glacisurilor coluvio-proluviale și au o pondere de 10% din totalul suprafeței subcarpatice argeșene.
Versanții cu declivități cuprinse între 20% și 50% ocupă cele mai mari suprafețe (peste 40%) din tot arealul și reprezintă toate bazinele depresionare subcarpatice. Pante peste 50% întâlnim pe abrupturile morfostructurale și la obârșiile bazinelor torențiale. 
	Abrupturile frecvent întâlnite și solurile puțin profunde, superficiale, denotă un relief tânăr încă în evoluție și deci un înveliș de soluri în formare. Abrupturile, denumite local râpe,  rezultă în cea mai mare parte din  prăbușiri cauzate de subminarea versantului și din eroziunea torențială, în special în zonele cu conglomerate bine cimentate, care au permis păstrarea  verticalității acestora ceea ce le conferă și spectaculozitate, cum sunt Râpa Balei și Râpa Corbului pe Argeș; Râpa cu Vazguv pe Slănic; cuesta Mățăului alcătuită din conglomerate miocene, Râpa Fetei din Dealul Ciocanu. De asemenea la sud de comuna Corbi în stratul de gresie cu grosime de 25-30m localnicii denumesc „jghiaburi” pereții abrupți în care a fost săpat și Schitul Corbii de Piatră.

### Trăsăturile morfologice ale Subcarpaților Argeșului
Din acțiunea factorilor modelatori externi iese în evidență energia apelor curgătoare care au modelat fiecare bazin hidrografic în funcție de alcătuirea litologică. De-a lungul timpului, Subcarpații Argeșului au fost supuși mai multor sisteme morfoclimatice care au acționat asupra reliefului când acesta era emers și s-au manifestat în principal prin eroziunea torențială și transportul materialelor pe versanți sau prin descompunere chimică a rocilor. În Pleistocen sistemul morfoclimatic a permis formarea teraselor datorită alternanței perioadelor glaciare cu cele interglaciare iar în perioada actuală (Holocen) predomină pluviodenudația în defavoarea alterării chimice sau fizice.    
Interfluviile
Caracteristica principală a culmilor subcarpatice argeșene este paralelismul lor pe direcția nord-sud, cu înălțimi ce urcă și coboară între 600 și 1200m. Sistemul de culmi interfluviale este complementar sistemului hidrografic și se continuă împreună în zona montană din nord, dar și în sud, în piemont.
Interfluviul Argeș-Vâlsan, perpendicular pe Masivul Ghițu (1622m), începe din nord din șaua dintre valea Tulburea și valea Groșu (afluent al Vâlsanului), urcă pe Culmea Chicerei până în vârful Chicera la 1217,9m, unde culmea capătă aspect de masiv și nod orografic, fiind compusă din mai multe vârfuri cu apelativul de Chiceră: Chiciora Nouă (1212m), Chiciora (1218m), Șesul Chiciorei (1214m), Chiciora Veche (1220m), Masa de Piatră (1216m) și Torteaua (1148m). După Dicționarul Limbii Române al Academiei României din anul 1906, cuvântul „chiceră”, cu mai multe variante fonetice sau morfologice, ca de exemplu: Chicera, Chiciora, Chiciura, Cicera sau Ticera, îl definește printr-un vârf de deal înalt, mai înalt decât o colină, în forma acoperișului casei și cu pante repezi. Din această culme a Chicerei își adună afluenți și Argeșul și Vâlsanul; spre Argeș văile fiind mărginite de versanți foarte abrupți și cu profil longitudinal scurt, mai reprezentative fiind văile Oiasca și Strica. Spre Vâlsan, orientarea văilor este sud-estică, profilul lor longitudinal este alungit iar versanții sunt mai puțin abrupți. Valea Robaia este afluentul ce coboară din Masa de Piatră și după ce trece de îngustarea dintre Râpele Robăii și Muchia Burdimanului se varsă în Vâlsan. Ramificațiile acestei culmi a Chicerii sau podurile interfluviale secundare sunt scurte și mărginite de versanți abrupți bine împăduriți. 
Din vârful Masa de Piatră, culmea începe să coboare puternic spre sud, prin Dealul Burdimanu (902m) până la șaua din Valea Iașului la 635m, pe unde trece și șoseaua care face legătura între municipiile Câmpulung și Curtea-de-Argeș, denumită în trecut „Drumul Voievozilor”. În acest sector culmea este atacată de numeroase văi torențiale și de aceea apare fragmentată în numeroși martori de eroziune, cu altitudini ce se păstrează în jurul valorii de 600m, până la ieșirea din zona subcarpatică, unde pe frontul de cuestă Râpa cu Brazi are 771m. Valorile metrice ale acestui interfluviu sunt de aproximativ 20km lungime și 8-9km lățime între cele două văi.
Interfluviul Vâlsan - Râu-Doamnei are o dezvoltare spațială redusă și începe în zona subcarpatică cu sectorul vestic al Depresiunii Bahna-Rusului, ce este închisă la sud de Muchia Țiganului. Acest abrupt, Muchia Țiganului, este format de falia cea a decroșat pe verticală peretele de deasupra Lacului Învârtita din Nucșoara, rezultând o diferență de nivel de aproximativ 30m. Trăsăturile morfologice ale acestui interfluviu sunt date de liniile tectonice și de litologie. Prezența numeroaselor falii a dus la alternarea pe versanți a suprafețelor puternic înclinate (pante de peste 30%) cu cele mai domoale (5-15%) rezultând un profil transversal al versanților în trepte.
Altitudinea relativ mică se păstrează și la sud de Nucșoara, vârful Alunișu abia ajungând la 839m,  și aceasta datorită unei ridicări anticlinale pe direcția est-vest. Înspre sud interfluviul se îngustează foarte mult (mai puțin de 2km între Brăduleț și Corbi), devenind o culme joasă cu multe înșeuări. După această îngustare, interfluviul se evazează ușor și începe să urce până în Vârful Toaca (896,9m) de asemenea un nod hidrografic reprezentativ pentru Subcarpații Argeșului.
Partea nordică a interfluviului până sub masivul Strunga (1167m)  este constituită din conglomerate de Călimănești iar în partea sudică apar șisturile argiloase, nisipurile și gresiile cu intercalații de gipsuri ce au permis formarea unui relief pseudocarstic cu doline, grote  și cuvete lacustre.     
Interfluviul Râul-Doamnei – Bratia este separat în interfluviul dintre Râușor și Rîul-Doamnei și interfluviul Râușor – Bratia. Acest interfluviu, Râu-Doamnei – Bratia, este continuarea din zona cristalină a culmii Păpău ce se desface în Muntele Jupâneasa la est și Șețu la vest și care se separă printr-un sistem de falii de cele două culmi subcarpatice, ce sunt cunoscute sub numele de Muscelele Plătichii sau Muscelele Râușorului. 
Partea estică, interfluviul Râușor-Bratia începe  cu nivelul de eroziune de 1100m din Șaua Duvalmului și se continuă spre sud-vest și sud-est  cu două nivele ce coboară la 1000m și 950m (Piscul Lung, Dealul Zarzărului)  sculptate în sedimentele monoclinale miocene predominant conglomeratice. Interfluviul Râu Doamnei – Râușor începe de la sud de Depresiunea Bahna Rusului,  printr-un versant puternic înclinat ce urcă repede și uniform pe Culmea Bahnei (1122m) sau în vârful Bolovanul (1032m), până la același nivel cu suprafața de eroziune  de la est, din care mai fac parte și Plaiul Strâmbei, Poiana Rotunda și Muchia Pleșilor (1143m). Acestea sunt Plaiurile Plăticăi, paralele între ele și despărțite de văi strâmte și adânci de peste 300m. Nivelul de eroziune corespunde Platformei Gornovița, ridicată treptat spre est și reactivată  din cauza mișcărilor orogenetice cuaternare. Toată suprafața înclină spre sud până sub 800m, în Plaiul Slănicului și Plaiul Schitului și apoi coboară în trepte spre vest în Depresiunea Corbi-Brădet iar spre est și sud, înclinarea foarte mare a versanților fiind dată de sculptarea acestora în capete de strate, în roci moi: argile sau marne ce alternează cu nisipuri și pietrișuri, favorizează procese erozionale active și alunecări de terenuri în brazde sau valuri de peste1,5m.
Interfluviul Bratia - Râu-Doamnei  sau Muchia Bratiei cum este denumit în zona sudică coboară până la 600m și se oprește sub fruntea de cuestă a  Dealului Păcurarului, de unde începe domeniul piemontan al Platformei Getice.    
Diferența morfografică a Plaiurilor Plăticăi față de interfluviile Argeș-Vâlsan și Vâlsan-Râu Doamnei nu este dată numai de rețeaua dendritică a culmilor ci și de adâncirea puternică, de peste 250m, a văilor ce încadrează aceste culmi, în rocile friabile.
Interfluviul Bratia – Bughea. Asemănările între interfluviile Subcarpaților Argeșului se întâlnesc și în caracteriscile morfografice ale interfluviului ce poartă denumirea dealului cel mai înalt de aici, Muscelul Ciocanu. Asemănarea constă în existența unei zone depresionare în partea de nord a interfluviului, ce o separă de masivul cristalin al Iezerului: depresiunea de eroziune diferențială Albești-Cândești; urmând spre sud culmea ce urcă pe Ciocanu la 887m de unde tot înspre sud, revine într-o zonă depresionară cu Muchia Câmpului și Muchia Rugencei ce separă depresiunile Berevoești și Godeni. Între Aninoasa și Cotești interfluviul este fragmentat de văi torențiale adâncite cu aproximativ 200m față de nivelul culmei (679m deasupra Coteștiului)și terminându-se în valea Bahna sub abruptul de cuestă al dealului piemontan Prislop (689m).
Pe spinarea Dealului Ciocanu s-au păstrat depozite piemontane de pietrișuri a căror structură evidențiază concordanța lor cu pietrișurile levantine de Cândești. Deoarece aceste pietrișuri au fost transportate de Bratia, iar sub acestea există depozite de argile, marne și nisipuri pliocene, situarea lor la această altitudine poate fi pusă pe seama  ridicărilor neotectonice a anticlinalului Mățău-Ciuha-Ciocanu concomitentă cu subsidența locală de la nord  ce este cuprinsă în Depresiunea Câmpulungului.
Interfluviul Bughea - Râu Târgului păstrează similitudinile celorlalte interfluvii și vom avea deci: depresiunea de contact Bughea de Jos (prelungirea nord-vestică a Depresiunii Câmpulung); culmea anticlinală Ciuha cu spinarea rotunjită și în mare parte despădurită(751m) și depresiunea externă dintre Godeni și nordul depresiunii Schitu Golești. Confluența Bughea-Râu Târgului închide interfluviul redus la o terasă de confluență cu altiudinea de 600m, denumită dealul Mestecenilor. Flancul estic al cuestei Prislopului domină și aici sudul  Depresiunii Schitu Golești,  cu peste 230m.         
Interfluviul Râu Târgului – Argeșel cuprinde o arie foarte largă din Subcarpații Argeșului și reprezintă cel mai complex sector al acestora atât litologic cât și geomorfologic. În acest areal este inclus masivul Mățău pe care s-au păstrat la nivelul culmii de 1017m conglomeratele burdigaliene, denumite „conglomerate de Mățău”, ridicate pe bolta anticlinală a culmii menționate mai sus. Aceasta apare ca o platformă de eroziune, un plai neted și ondulat, cu suprafață redusă ce se înclină ușor prin Plaiul Piciora și mărginită  la sud-vest de o frunte de cuestă de 60m și de versanți foarte puternic înclinați spre văile Argeșelului și Râu Târgului. Astfel relieful Mățăului apare masiv datorită diferențelor de duritate dintre conglomeratele din partea superioară și rocile miocene din bază. Toate văile care pleacă radiar din acest nod orohidrografic, cu aspect de inselberg, se adâncesc brusc sub nivelul abrupturilor, căpătând aspect de torenți ai căror maluri au înălțimi de 5-6m.
Relieful deosebit de frământat cu alunecări active și monticuli de mari dimensiuni nu a împiedicat formarea și dezvoltarea așezărilor umane și utilizarea acestor terenuri pentru livezi de măr și prun. 
La sud de aliniamentul Schitu-Golești – Jugur – Boteni relieful modelat în depozitele levantine cu versanți abrupți și scurți aparține domeniului piemontan getic.   
Interfluviul Argeșel – Dâmbovița este spinarea prelungă a Culmii Vâlnei – Groapa Oii netezită de eroziune la altitudinea de 950m din care au rămas mai înalte vârfurile Groapa Oii 950,4m și Vâlnei 910m. A doua treaptă de eroziune s-a format la nivelul de 840m pe care sunt așezate satele Mesteacănu și Cetățeni Deal și este reprezentată printr-o mică suprafață cu aspect suborizontal, alungită pe direcția nord-sud și mărginită de râpele de desprindere ale alunecărilor de teren.
Direcția nord-vest – sud-est a acestei culmi ce începe din Vârful Cireșu (896m) este conformă cu cele două văi ce o încadrează și ține pe o distanță de cinci kilometri până la Groapa Oii, de unde începe să coboare uniform până sub Dealul Perilor. Caracterul de interferență carpato-subcarpatică  a regiunii cuprinse între Dâmbovița și Argeșel este dat de mozaicul litologic în care întâlnim depozite oligocene de marne, argile și șisturi argiloase ce dau forme cu pante domoale, depozite cretacice de conglomerate calcaroase și gresii spre valea Dâmboviței, oligocene la Suslănești și Boteni și eocene la Lăicăi-Oncești.
Versantul dinspre Argeșel are o pantă prelungă și uniformă până la nivelul de 800m  de unde începe aliniamentul de izvoare care fragmentează versantul în mici interfluvii paralele ocupate în cea mai mare parte de pășuni. Spre baza versantului crește și panta iar în  profilul longitudinal al pârâurilor  apar numeroase săritori. Toate aceste mici râuri au albiile și versanții împădurite iar între pâlcurile de pădure apar livezile de măr sau prun, până nu demult și gutui. Suprafețele structurale mai înalte  sunt ocupate numai de pășuni și fânețe întrerupte pe alocuri de mici lacuri.
Spre valea Dâmboviței suprafețele structurale sunt mai puțin extinse dar versanți sunt mai abrupți iar pădurile ocupă suprafețe mult mai mari. Apariția conglomeratelor calcaroase sau a gresiilor calcaroase mai ales în cheile Dâmboviței a creat un relief petrografic specific. De remarcat este și frecvența mare a suprafețelor erodate foarte puternic până la apariția la zi a rocii.   
Luncile
Studierea luncilor pentru râurile din Subcarpații Argeșului este deosebit de importantă din punct de vedere economic și social deoarece aici  de-a lungul văilor s-au concentrat toate așezările umane. Excepție fac satele din Subcarpații Mățăului, dar și ele sunt dependente sau au terenuri în folosință pe  luncile râurilor mari.  Ca suprafețe orizontale, în cea mai mare parte a lor,  pe lunci s-au axat toate drumurile principale și majoritatea terenurilor arabile. Terasele sunt acoperite de proluvii pleistocene iar lunca joasă pe tot parcursul văilor sunt ocupate de depozite holocene de nisipuri grosiere, pietrișuri și bolovănișuri . Solurile formate pe aceste forme de relief nu sunt foarte diferențiate decât în arealele în care râurile și-au modelat și un sistem de terase și au ieșit de sub influența directă a râurilor. În general pentru această zonă subcarpatică, văile mari au profil transversal în forma literei „U” ce se lărgește în areale cu roci moi pliocene și se restrânge  când traversează zona deluroasă internă.
Valea Dâmboviței limitează la est zona subcarpatică argeșană,  de la confluența ei cu Valea Piatra,  în dreptul localității Stoenești. De aici și până la intrarea în chei, Dâmbovița și-a creat o luncă nu prea largă, ce ajunge la 700-800m, cu tot cu terasă, în dreptul satului Cotenești. Altitudinea relativă a terasei față de luncă este de 3m, ea apărând numai pe dreapta râului și nedepășind lățimea de 100m. Pe această terasă s-au așezat gospodăriile satelor Bădeni, Cotenești, Cetățeni Vale și Lăicăi, de unde în aval de această localitate terasa dispare.
La intrarea în sectorul de chei valea este strânsă de versantul estic al culmii Groapa Oii, prin coborârea abruptă a reliefului ruiniform dat de colți și stânci izolate (Colții Doamnei) și de piscurile de gresii calcaroase ce coboară din Leaota, Gărgăunele și Pleașa Popii de pe care stăjuiește Cetatea Negru Vodă. În acest defileu, lunca Dâmboviței se restrânge la câțiva metri și se evazează abia la Cetățeni de unde încep și primele meandre mai mari. Văile ce drenează versantul subcarpatic parazitează, de la  Cetățeni în jos, lunca Dâmboviței cu conuri aluviale iar la Lăicăi lunca are deja 600m lățime dar se restrânge din nou în aval pentru a intra în defileul de la Malu cu Flori, apropiindu-se de ieșirea din zona subcarpatică. Albia minoră a Dâmboviței este mărginită de maluri abrupte de 2-3m, are o pantă generală de 1,3m0/00 și o lățime variabilă  de maximum 40m în care sunt formate mai ales în sud renii de nisip și pietriș. 
Valea Bratia are obârșie montană  și intră în Subcarpați prin Depresiunea Cândești. Bratia  unde are doar depozite de terasă de confluență deoarece este o vale tânără cu profil transversal în „V”. Lunca ei este îngustă, doar sectorul din aval de confluența cu valea Râușorului fiind mai bine evidențiat la aproape 300m lățime. Lunca este clădită din materiale recente, aluviuni în care predomină nisipul grosier în stratificații cu pietrișuri provenite în mare parte din materialele proluviale aduse de torenți.
Valea Argeșului răzbătând din spectaculoasele chei cu același nume, se lărgește în Depresiunea Arefului printre versanții puternic înclinați și scurți, formându-și o luncă și chiar o terasă ce se dezvoltă pe ambele părți ale râului,  dar ceva mai extinsă pe partea dreaptă.  Altitudinea absolută a terasei este de 600m și înclină ușor spre luncă, de  care o separă o frunte de 5-10m înălțime, cu pantă de 8-12% și mai mult. La Corbeni, în cel de-al doilea sector subcarpatic al văii Argeșului, între dealurile înalte, valea se îngustează căpătând aspect de defileu, cu versanți uneori verticali (Pietrișul, Coastele Scheiului), dar apar și bazinete de eroziune în care Argeșul meandrează larg.  La ieșirea dintre dealurile subcarpatice valea se deschide  și zona apare din nou ca o depresiune, de data aceasta mai joasă. Suntem în Depresiunea Curtea-de-Argeș care face parte din Depresiunea celor Șapte Muscele. Profilul longitudinal al văii coboară de la 620m la 430m cu o pantă aproximativă de 6 0/00 ceea ce explică despletirea și meandrarea Argeșului precum și prezența brațelor părăsite. Câmpurile largi ale văii Argeșului   reprezintă terasa  a II-a de 5-10m cu caracter continuu, formată pe paturi aluviale groase de 2-3m de pietrișuri. La confluența cu Valea Iașului al treilea nivel de terase  de 30-45m se continuă spre nord –vest pe valea amintită, cu extindere de peste 1km, fiind plană cu unele zone depresionare în bună parte ocupată de intravilan. Lunca situată la 1-2m față de albie, este puternic influențată de modificările antropice survenite aproape pe toată lungimea văii Argeșului prin crearea lacurilor și canalelor de dirijare și regularizare a cursului. 
Valea Argeșelului. Sectorul subcarpatic pe care îl traversează  această vale se desfășoară între Nămăiești și Boteni adică din prelungirea nord-estică a Depresiunii Câmpulungului și până în depresiunea de la Lucieni. La ieșirea din zona montană în depresiunea de contact dintre conglomeratele de Mățău și marnele și șisturile disodilice, valea Argeșelului are lunca mai ridicată cu 80-120m față de cea a Râului Tîrgului sau a Dâmboviței (700m altitudine pe Argeșel, 620m pe Râu Târgului și 580 pe Dâmbovița)  căpătând astfel aspect de vale suspendată într-o depresiune cu relief peneplenizat. Lunca propriu-zisă are 200-300m lățime și este mărginită la baza versanților de o prispă coluvo-proluvială. La Nămăiești există un fragment de terasă pe stânga văii la altitudinea relativă de 50m și unul mai jos, pe dreapta văii la 25-30m. Între Folești și Suslănești, panta de scurgere redusă a impus meandrări destul de largi iar în aval, lunca abia schițată este strânsă de monticulii de pe versantul drept și conurile de dejecție ce parazitează versantul stâng. În bazinetul de la Lucieni râul începe să-și lărgească lunca, ce funcționează ca o terasă de câțiva metri altitudine relativă, pregătindu-se pentru intrarea în zona piemontană.
Depresiunile
Depresiunea Sboghițești este lărgirea văii Râului Doamnei, care cuprinde satul Sboghițești, închisă la sud de defileul de „La Gherghelae”. Fundul văii nu este prea larg dar interfluviile se îndepărtează prin pante domoale. Acestea sunt date pe stânga râului de conurile  coluvo-proluviale construite de pârâurile Apa Mare și Pârâul cu Apă Bună ce au depus aici pietrișurile și nisipurile helvețiene, translocate din Muncelu Plătica. Pe dreapta râului, versanții sunt văluriți de alunecări active și stabilizate, generate și întreținute de alternanțele de roci cu grade diferite de impermeabilitate: argile, marne, nisipuri, gresii gipsifere de vârstă rupelian-aquitaniană (oligocen).
„La Gherghelae” este defileul creat prin extinderea  pintenului Muchea lui Toader, coborât din Plătica până în albia râului ce este săpată în gresiile și conglomeratele oligocene. Acesta apare la nord de confluența cu pârâul Măcinic, unde, în  cuta anticlinală conglomeratică s-a adâncit Râu Doamnei, după ce a distrus prin eroziune liniară cuvertura de marne oligocene.
Depresiunea Corbi-Brădet   axată pe râurile Vâlsan și Râu Doamnei ce străpung la sud-est și sud-vest culmea Plaiului Toaca, este sculptată în cea mai mare parte în marne și argile iar în partea centrală apare un banc gros de gresie gălbuie – „Gresia de Corbi”. Acest banc de gresie este intercalat sub formă lenticulară în orizonturile marnelor aquitaniene, fapt ce a permis conservarea reliefului cu energie mare. De asemenea rama depresiunii formată din conglomerate helvețiene cu elemente cristaline cu ciment silicios s-a păstrat înaltă și cu versanți abrupți. De la baza acestor contraforturi, acoperite în cea mai mare parte de păduri compacte, și până în luncă, versanții sunt foarte lungi și cu pante domoale. O răspândire mare în cadrul depresiunii o au și gresiile gipsifere  intercalate cu gipsuri, gresii sau argile șistoase.
Depresiunea Stănești -Domnești marchează lărgirea văii Râului Doamnei și apariția teraselor acumulative ale acestuia. 
Defileul Stănești este destul de scurt dar prezintă aspectele unui defileu autentic. Între pintenul deluros din partea estică ce se menține la peste 600m altitudine  până deasupra luncii și pantele accentuate ale Dealului Toaca, lunca Râului Doamnei este redusă doar la albia minoră de circa200-300m lățime și coborâtă la 480m altitudine. Pe versanții abrupți și afectați de pornituri de teren, se văd conglomeratele, nisipurile și gresiile burdigaliene scoase la zi de eroziunea foarte puternică.
Depresiunea Bahna Rusului. Tot pe Râu Doamnei la baza șisturilor cristaline ce coboară din Muntele Șețu s-a format această depresiune de contact dezvoltată prin eroziune diferențială între rocile menționate mai sus și conglomeratele helvețiene, fără a fi evidențiată o cauză tectonică. Râurile care au format această depresiune și-au săpat la început albiile în cuvertura helvețiană, apoi au continuat să se adâncească și să se lărgească mai rapid, datorită ridicărilor levantin-cuaternare, pătrunzând în depozitele marnoase oligocene și apoi în cele conglomeratice eocene interceptate la Sboghițești. Eroziunea torențială și alunecările de teren sunt principalele procese de pantă  care au dus la desăvârșirea reliefului depresionar în care predomină versanții cu aspect de glacis,cu înclinare medie și întrerupți pe alocuri de rupturi de pantă. Pantele domoale au pondere mare în această depresiune și creează impresia unui relief peneplenizat pe marnele oligocene, datorită nivelului de bază mai ridicat (670m).

### Procesele de modelare actuală a reliefului
Factorii morfodinamicii actuale
Subcarpații Argeșului se numără printre unitățile de relief cu cea mai mare intensitate a proceselor de modelare a reliefului, cauzată în general de coroborarea factorilor geologici, geomorfologici, climatici și nu în ultimul rând antropici.
Diversitatea litologică și alternanța acesteia în cadrul aceluiași versant duce la apariția unei mari varietăți de procese cu distribuție spațială specifică fiecărei unități. Efectele apar pe versanții constituiți predominant din marne, șisturi marno-argiloase și grezoase manifestate de cele mai multe ori prin alunecări de teren complexe. Structura geologică sau modul de dispunere a stratelor geologice imprimă modelării actuale a reliefului anumite direcții de manifestare prin apariția alunecărilor de teren pe podul cuestei și de surpări sau prăbușiri pe fruntea acesteia. Panta sau gradul de înclinare al versantului condiționează de asemenea apariția și manifestarea proceselor dar  toate aceste fenomene geologice depind de condițiile climatice și în primul rând de cantitatea de precipitații din regiune. Media precipitațiilor din zonă este de 700-800mm/an dar cantitățile mai mari de peste 1000mm/an cum s-au înregistrat în anul 2005, căzute în prima jumătate a anului au dus la activarea alunecărilor de teren stabilizate dar și la apariția altora.
Activitatea antropică prin modul de utilizare a terenului pe arealele defrișate și prin exploatările miniere modifică substanțial echilibrul și așa destul de fragil al acestor regiuni. Se pot observa versanți și culmi întregi care au fost defrișați recent sau în trecut, unul dintre exemple fiind Culmea Vâlnei-Groapa Oii unde pădurile au fost înlocuite în totalitate cu pășuni, fînețe sau livezi. Exemplele sunt din ce în ce mai numeroase în depresiuni acolo unde presiunea antropică crește prin risipirea gospodăriilor și exploatarea irațională a pășunilor.
Procesele de modelare actuală
Gama de procese modelatoare actuale se împarte în deplasări în masă și în modelarea versanților prin acțiunea intermitentă a apei. Deplasările în masă sunt reprezentate de alunecările de teren, procesele de solifluxiune, prăbușiri sau surpări iar modelarea versanților se manifestă prin procese de pluviodenudare, șiroire, ravenare și torențialitate.
Alunecările de teren au cea mai mare pondere în morfodinamica versanților subcarpatici argeșeni. Frecvența, intensitatea și dimensiunile alunecărilor de teren au efecte distructive în tot arealul, prin scoaterea din circuitul agricol a unor suprafețe însemnate și prin distrugerea căilor de comunicație. De aceea inventarierea lor și aplicarea unor măsuri de stopare este necesară și pentru  protejarea  gospodăriilor sau a altor construcții (baraje, șosele, amenajări de albii etc.) 
Zone recunoscute pentru alunecările de teren sunt: 
-în bazinul Argeșului, pe Valea Danului la Vernești, Valea Calului și la Cicănești și mai în nord în bazinul Tulburei și pe valea Arefului. În bazinetul de  la Valea Iașului, pe podurile de cueste cu depozite marnoase aproape de suprafață, se desfășoară deplasări active de tipul alunecărilor deplasive rotaționale sub formă de valuri, trepte de alunecare, cu râpe de desprindere secundare; 
-în Depresiunea Domnești alunecările în valuri mari (aproape 2m înălțime) au apărut pe marginea depresiunii  și pe interfluviul dintre Râu Doamnei-Vâlsan;
-la Godeni este semnalată o alunecare veche, activă pe valea Priboiului;
-La Schitu Golești  pe valea Pechii și la Câmpulung la Mărcești Alunecările active;
- în bazinul Argeșelului apar monticuli și lacuri de glimee pe versanții cu depozite friabile de gresii și marne;
-Mățăul, cu un substrat litologic de marne, șisturi marnoase, gresii, argile sau conglomerate este reprezentativ pentru deplasările în masă;
-în bazinul Vâlsanului și al Bughei alunecările au antrenat depozite deluviale cu grosimi de peste cinci metri.
Curgeri noroioase au fost semnalate pe Dealul Mățău și pe versantul drept al Văii Galeșului, dar se manifestă mai bine la contactul cu Piemontul Getic unde devin procese modelatoare caracteristice.
Procesele de solifluxiune sunt  curgerile încete pe versant ale solului sau a stratului de alterare saturate cu apă, produse ca urmare a încărcării acestora cu apa provenită din ploi sau din topirea zăpezii. Se manifestă pe majoritatea versanților despăduriți, fiind bine reprezentate pe glacisuri și în bazinele înalte cum ar fi pe versantul stâng al Argeșelului, Chicerei, Valea Iașului etc.
Prăbușirile, surpările și rostogolirile apar frecvent în acest peisaj subcarpatic și însoțesc majoritatea văilor mari. Versanții abrupți sculptați în gresii sau conglomerate sunt întrerupți adesea de „râpe” de dimensiuni mari, impozante uneori iar dintre acestea mai cunoscute sunt: Râpa Corbului la baza căreia sunt bolovani mari rostogoliți desprinși din perete, cuesta Mățăului înconjurată de grohotișuri cu bolovani de dimensiuni diferite etc. Pe lângă acestea surpările și prăbușirile de maluri au frecvență mare în tot arealul mai ales în bazinul Vâlsanului (pe valea Bârlogului și valea Bârnei), în bazinul Argeșelului (pe valea Păducelului, valea Albinei, valea Cireșului, valea Mățău etc.) pe văile Bughei, Bratiei sau Râu Târgului.
Pluviodenudarea se poate dezvolta numai în condițiile arealelor fără vegetație, pe roci friabile detritice sau pe soluri cu rezistență redusă. Impactul picăturilor de ploaie pe suprafața unui versant în condițiile de mai sus, produce distrugerea solului sau a rocii prin desprinderea și deplasarea particulelor fine. Caracterul torențial al ploilor favorizează pluviodenudarea și capătă  intensități maxime primăvara când  covorul vegetal nu s-a dezvoltat. Culmea Vâlnei-Groapa Oii are pe versantul estic numeroase suprafețe afectate de eroziunea areolară care a scos la zi roca subiacentă. O altă zonă afectată este la Suslănești pe șisturile disodilice oligocene unde pe suprafețe largi solul a fost înlocuit de grohotișuri de șisturi. Această zonă este declarată rezervație paleontologică pentru resturile fosile de pești oligoceni. La Berevoești din Muscelele Plătichii coboară versanți dezgoliți de vegetație pe care s-a instalat și eroziunea în adâncime creând relieful de badlands. Suprafețe afectate mai apar la Valea Iașului,  la Corbeni,  la Arefu și pe terasele de la Capu Piscului.
Șiroirea, ravenarea și organismele torențiale 
Dezvoltarea acestor procese nu mai depinde foarte mult de roca de bază ci mai degrabă de morfologia zonei (înclinarea versantului, gradul de fragmentare, profunzimea nivelului de bază local) și de gradul de împădurire a acesteia.

### Subdiviziunile Subcarpaților Argeșului
De la nord la sud Subcarpații Argeșului se evidențiază prin concordanța trăsăturilor morfologice subcarpatice determinate de tipul și forma de relief. Se disting astfel zone deluroase înalte, culoare de vale coborâte și depresiuni axate pe culoarele de vale. 
Depresiunile submontane apar imediat la contactul cu zona cristalină de care este unită prin glacisuri deluviale de aceea fiind numite depresiuni de contact sau depresiuni subcarpatice interne:
-Depresiunea Arefu-Corbeni-Turburea situată în extremitatea vestică a Subcarpaților Argeșului la ieșirea Argeșului din cheile ce pot fi considerate „fosile” din cauza devierii cursului de apă prin turbinele hidrocentralei;
-Depresiunea Brădet formată tot la ieșirea dintr-un sector de chei a văii  Vâlsanului;
-Depresiunea Bahna Rusului ce comunică spre sud cu alte două depresiuni: Nucșoara și Corbi; 
- spre vest pe sub poala Iezerului se desfășoară  Depresiunile Cândești pe Bratia, Albești și Bughea de Sus care trec apoi în Depresiunea Câmpulungului pe valea Râului Târgului;
-compartimentul nord-estic al Depresiunii Câmpulung îl reprezintă Depresiunea Argeșelului cu care se termină lanțul depresiunilor  interne.
Dealurile subcarpatice cu orientare perpendiculară pe zona montană și cu trăsături specifice munților, bine împădurite și cu altitudini ce depășesc frecvent 1000m, pot fi considerate interne deoarece sunt cuprinse între depresiunile de contact și depresiunile intracolinare. Avem de la vest la est: Goișu-Tămașu (1104m), Chicera (1218m), Toaca (895m), Muncelele Plătichii sau  ale Râușorului, Ciocanu (886m), Ciuha (730m), Mățău (1017m) și Culmea Vâlnei-Groapa Oii.
Depresiunile intracolinare 
Sunt reunite sub numele de „Depresiunea celor Șapte Muscele”  și reprezintă depresiunile externe situate sub cuesta nordică a piemontului. Intens umanizate s-au remarcat prin centrele polarizatoare Curtea-de-Argeș, Câmpulung sau Domnești și exploatările de lignit de la Schitu Golești, Boteni, Slănic și Berevoești.
Dealurile externe sunt interfluviile joase reprezentate de un șir de cueste cu desfășurare latitudinală din care se continuă spre sud dealurile piemontane.  